# Señorío de Guadramiro
El señorío de Moronta, o de Moronta y Guadramiro, fue un señorío jurisdiccional del reino de León, concedido en el siglo XV al linaje de los Maldonado que habitaban en su palacio de Guadramiro. Como los demás señoríos jurisdiccionales de España, fue abolido en la primera mitad del siglo XIX.

## Historia
Los Maldonado, señores de Moronta y Guadramiro, poseían también, desde finales del siglo XVI, la dehesa de Castellanos de la Cañada, al término de Zapardiel de la Cañada (Ávila).
José Vicente Maldonado y Hormaza Porres y Cañas (1740-1801), señor de Moronta y Guadramiro y de la dehesa de Castellanos, fue creado marqués de Castellanos por el rey Carlos III en 1763, con el vizcondado previo de la Hormaza (que después fue perpetuado en 1872 por el rey Amadeo en cabeza de un descendiente suyo).
A inicios del siglo XX, por el matrimonio de Fernando Maldonado y González de la Riva con Jacinta Alvarado, los marqueses de Castellanos pasaron a poseer también el marquesado de Trives, título que toma denominación de la Puebla de Trives (Orense). Al morir sin descendientes la VII marquesa, María Luisa Maldonado y Alvarado, la casa recaía en su hermana Amalia Maldonado y Alvarado, IV vizcondesa de la Hormaza y marquesa viuda de Revilla de la Cañada, que falleció en 2011 sin haber titulado por los marquesados. Y en 2013 le sucedió por rehabilitación su sobrina María Luisa Fernández de Córdoba y Maldonado, actual marquesa de Villanueva de la Cañada, VIII de Castellanos y de Trives, y V vizcondesa de la Hormaza.

## Algunos Señores de Moronta y Guadramiro
Siglo XVII
- Juan Antonio Maldonado y Hormaza (fallecido en 1677)
- Gonzalo Maldonado y Hormaza (fallecido en 1680)

Siglo XVIII
- Vicente Maldonado y Hormaza (toma el título el 14 de abril de 1763)

Siglo XIX
- José María Maldonado y Bermúdez
- José Julián Benito Maldonado y Aceves (1818-?) (toma el título el 10 de septiembre de 1850)
- Agustín Mario Maldonado y Carvajal (1837-1862) (toma el título el 18 de marzo de 1872)

Siglo XX
- Fernando Maldonado y González de la Riva (toma el título en 1910)
- María Luisa Maldonado y Alvarado
- Amalia Maldonado y Alvarado (1915-2011)

Siglo XXI
- María Luisa Fernández de Córdoba y Maldonado